# ФК Гоце Делчев (Асеновград)
ФК „Гоце Делчев“ е футболен отбор от Асеновград. Играе в А ОФГ, Област Пловдив Архив на оригинала от 2009-10-20 в Wayback Machine., където е редовен участник.
Фаворит в групата, сред претендентите за влизане в Югоизточната В футболна група. Треньор на ФК „Гоце Делчев“ е Борислав Гоцев, при когото отборът е на добро ниво. Домакинските си мачове играе на стадиона в кв. Горни Воден, Асеновград.
Представя се много добре, а в домакинските си мачове изключително рядко губи точки. Изключително важни за местните запалянковци са срещите с „вечния съперник“ ФК „Сокол-Ф“, защото двата асеновградски квартала са само на няколкостотин метра един от друг и на тях се събират хиляди зрители. През сезон 2007-2008 феновете няма да могат да се наслаждават на дербито, защото ФК „Сокол-Ф“ е в по-долната дивизия, след като преди 2 бяха в Югоизточната В група.